# Schrankia lugubralis
Schrankia lugubralis är en fjärilsart som beskrevs av Franz Dannehl 1925. Schrankia lugubralis ingår i släktet Schrankia och familjen nattflyn. Inga underarter finns listade.